# Julius Eichberg
Julius Eichberg (Düsseldorf, 13 giugno 1824 – Boston, 19 gennaio 1893) è stato un compositore tedesco.

## Biografia
Julius Eichberg nacque a Düsseldorf, in Germania. Fu educato da suo padre. Frequentò l'Accademia Musicale di Würzburg da bambino. Su raccomandazione di Felix Mendelssohn, entrò presso il Conservatorio di Bruxelles all'età di diciannove anni, dove vinse i suoi primi premi per la composizione e il violino. Fu allievo del compositore belga Charles Auguste de Bériot, studiò composizione con François-Joseph Fétis e studiò violino con Lambert Joseph Meerts. Per undici anni occupò l'incarico di professore nel Conservatorio di Ginevra.
Nel 1857 arrivò negli Stati Uniti, soggiornando per due anni a New York City e poi proseguendo per Boston, dove divenne lo chef d'orchestre al Boston Museum. Nel 1867 fondò e diresse il Conservatorio di musica di Boston, e nello stesso anno fu eletto sovrintendente nelle scuole pubbliche di Boston, che occupò a lungo. Fondò anche la scuola di violino Eichberg. In seguito compose sinfonie e pezzi per pianoforte. Julius Eichberg morì a Boston il 19 gennaio 1893; il suo necrologio dà il 18 gennaio.

## Opere
Eichberg pubblicò diverse opere educative sulla musica. In qualità di compositore, è particolarmente noto per le sue tre operette, La rosa del Tirolo (1865), I due cadetti (1868) e Una notte a Roma, e con Benjamin Edward Woolf l'opera The Doctor of Alcantara (1862).